# Aphaenogaster floridana
Aphaenogaster floridana är en myrart som beskrevs av Smith 1941. Aphaenogaster floridana ingår i släktet Aphaenogaster och familjen myror. Inga underarter finns listade i Catalogue of Life.

## Bildgalleri

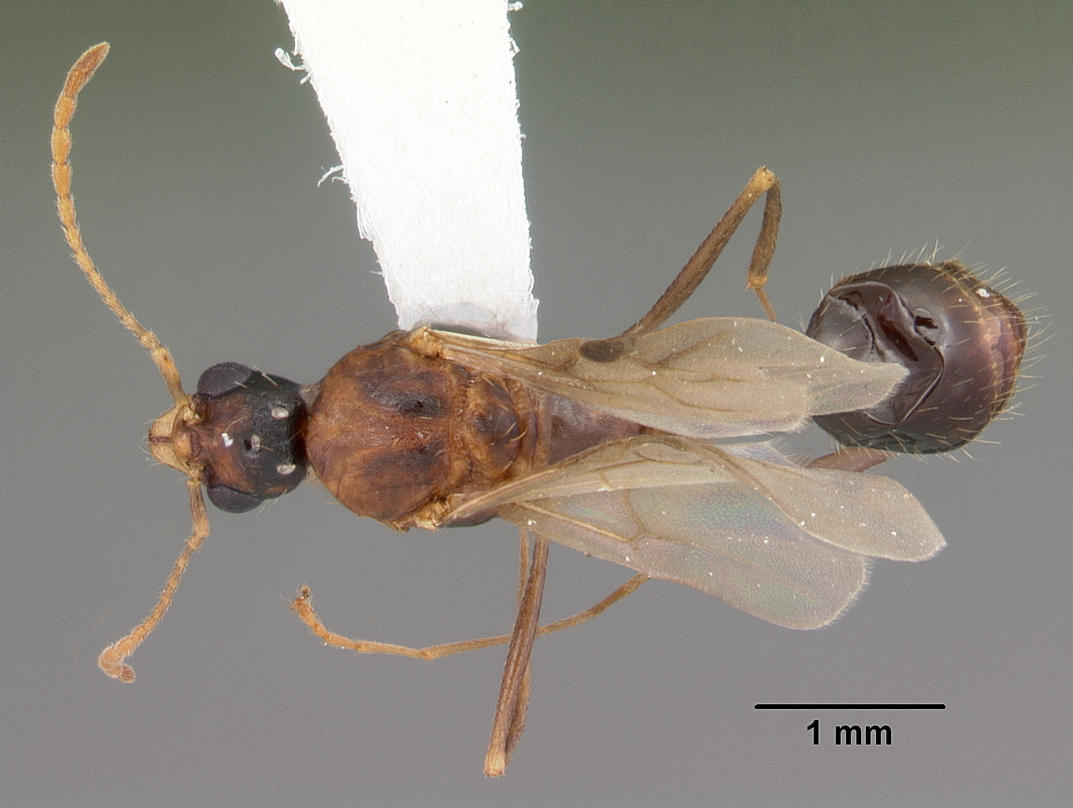
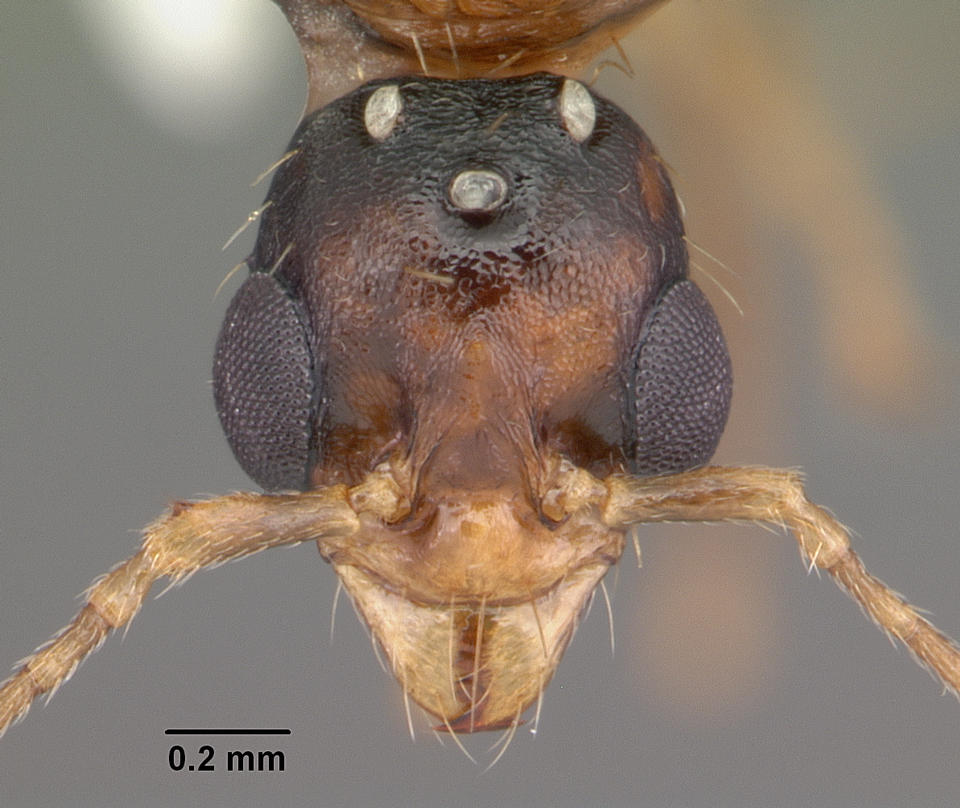
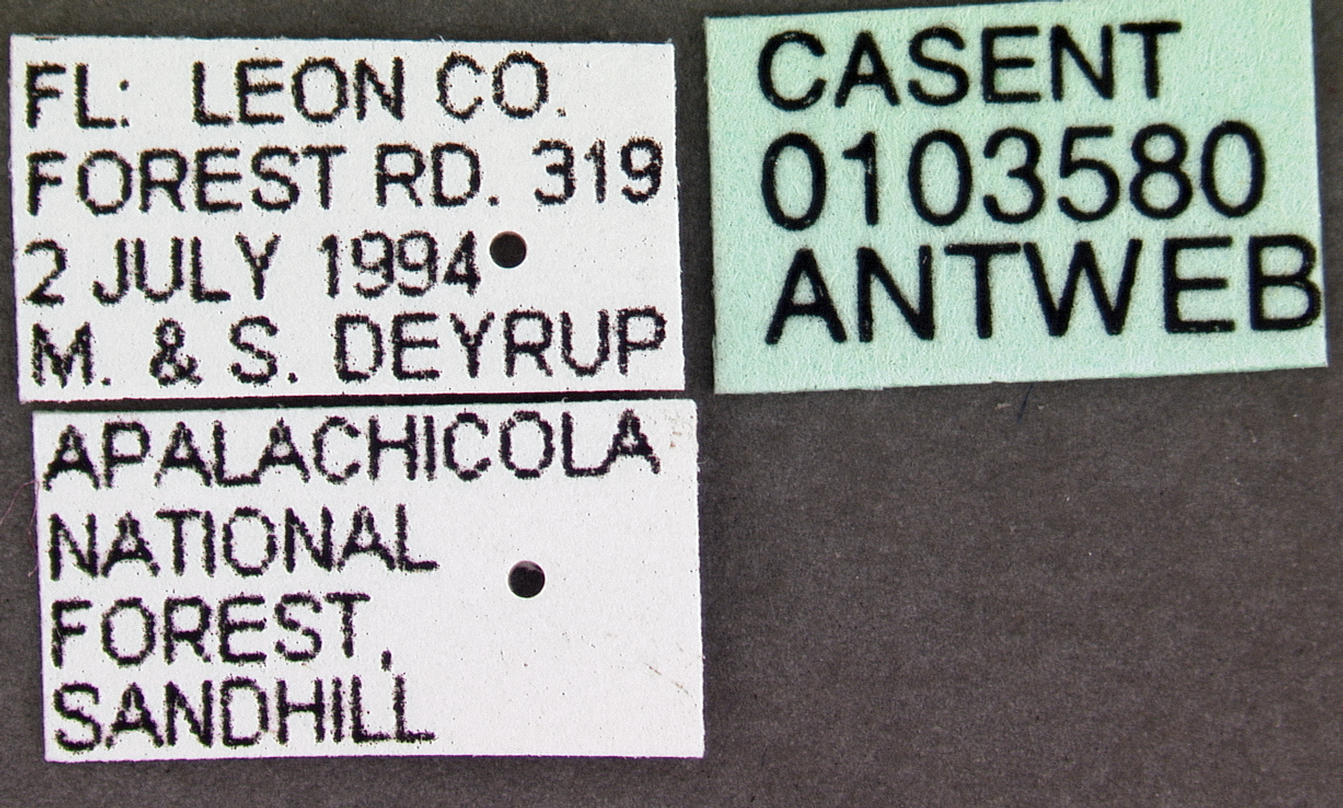
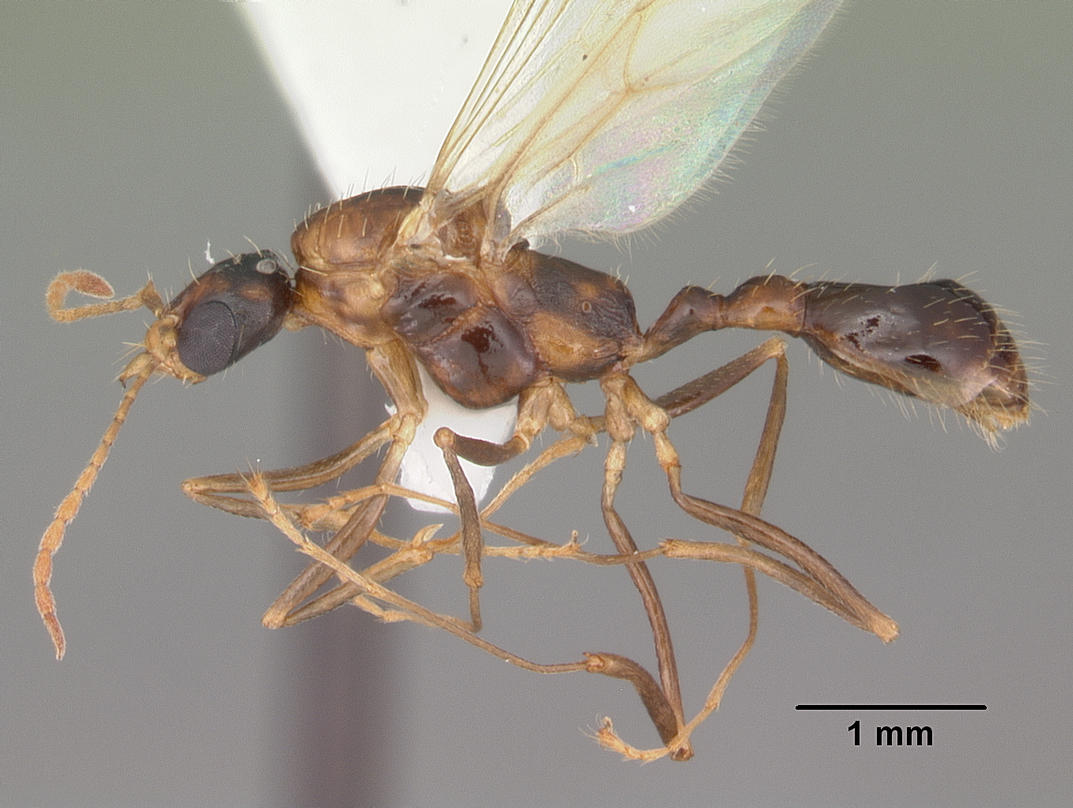
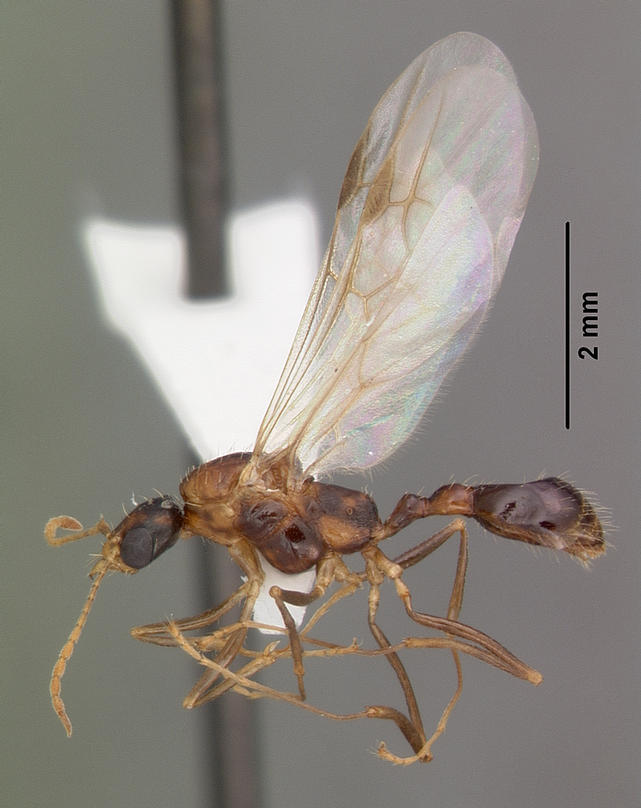
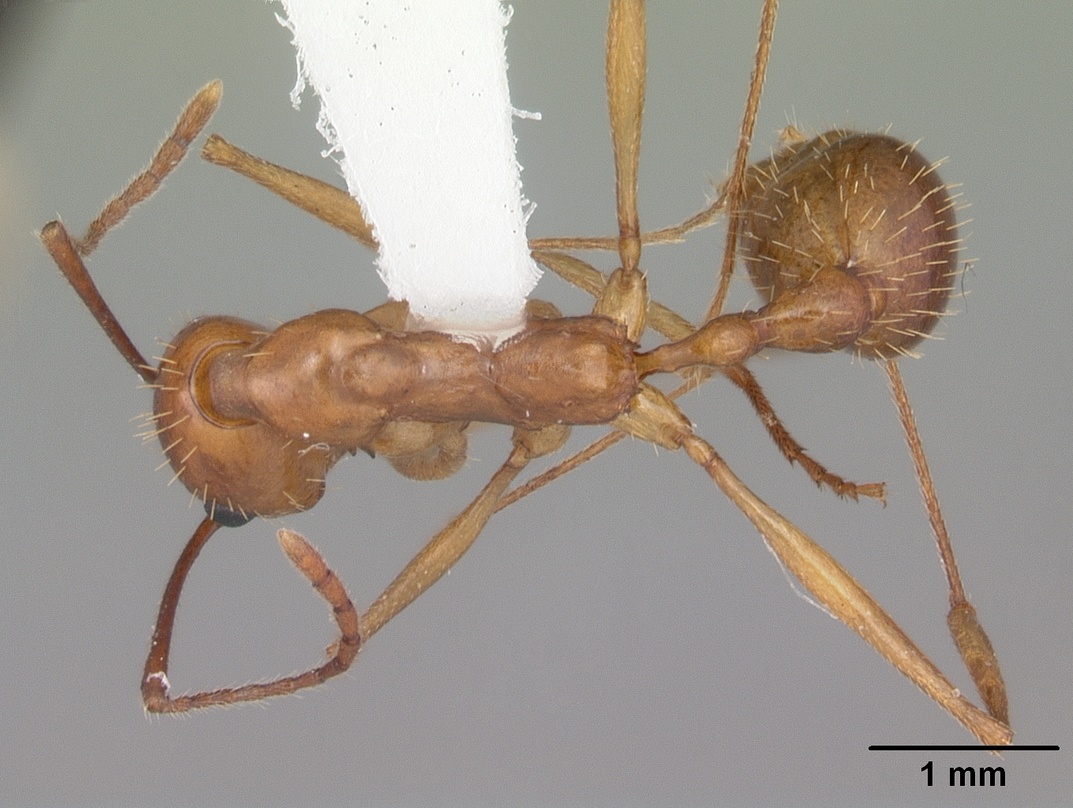